# Mistrzostwa Świata w Siatkówce Plażowej 1999
Rezultaty II MŚ w siatkówce plażowej, które odbyły się w Marsylii w dniach 19–24 lipca 1999 r.

## Mężczyźni
| Lp. | Zawodnicy                            | Medal |
| --- | ------------------------------------ | ----- |
| 1   | José Loiola / Emanuel Rego           |       |
| 2   | Martin Laciga / Paul Laciga          |       |
| 3   | Rogerio Ferreira / Guilherme Marques |       |

## Kobiety
| Lp. | Zawodniczki                         | Medal |
| --- | ----------------------------------- | ----- |
| 1   | Shelda Bede / Adriana Behar         |       |
| 2   | Annett Davis / Jenny Johnson Jordan |       |
| 3   | Liz Masakayan / Elaine Youngs       |       |